# Botafogo FC (SP)
Der Botafogo Futebol Clube, in der Regel nur kurz Botafogo-SP, Botafogo de Ribeirão Preto oder Botafogo genannt, ist ein Fußballverein aus Ribeirão Preto im brasilianischen Bundesstaat São Paulo.
Ab der Saison 2023 spielt der Verein in der zweiten brasilianischen Liga, der Série B.

## Geschichte
Botafogo wurde am 12. Oktober 1918 gegründet. Die Mannschaft aus dem Zusammenschluss von drei Vereinen: União Paulistano, Tiberense und Ideal Futebol Clube. Angesichts der drei unterschiedlichen Ursprünge waren die Gründer unschlüssig über den Namen des Vereins. Einem Gerücht zufolge, das von einer der am Tag der Gründung anwesenden Personen verbreitet wurde, wäre folgender Satz gefallen: „Entweder man legt sofort den Namen fest, oder man steckt alles in Brand und beendet diese Geschichte.“ Daraufhin wurde der Name Botafogo angenommen.
In ihrem gewann die Mannschaft ihren wichtigsten Titel im Jahr 2015, als sie die vierte Liga, die Série D, gewann. Eine weitere relevante Trophäe war der Stadtpokal São Paulo 1977, welcher der ersten Runde der Staatsmeisterschaft von São Paulo entsprach. Mit der Rückkehr von Pantera in die Serie B der Brasileirão im Jahr 2015 nach 16 Jahren wechselte auch Ribeirão Preto. Als Drittplatzierter der Série C 2018 gelang dem Klub der Aufstieg in die Série B. In der Série B 2019 gelang Botafogo mit dem neunten Platz der Klassenerhalt. Im Série B 2020 musste man als 19. wieder in die Série C absteigen. Hier erreichte der Klub in der Saison 2022 wieder als Dritter den Aufstieg in die Série B 2023.

## Erfolge
- Série D: 2015
- Série B: 1998 (Vizemeister)
- Série C: 1996 (Vizemeister)

## Stadion

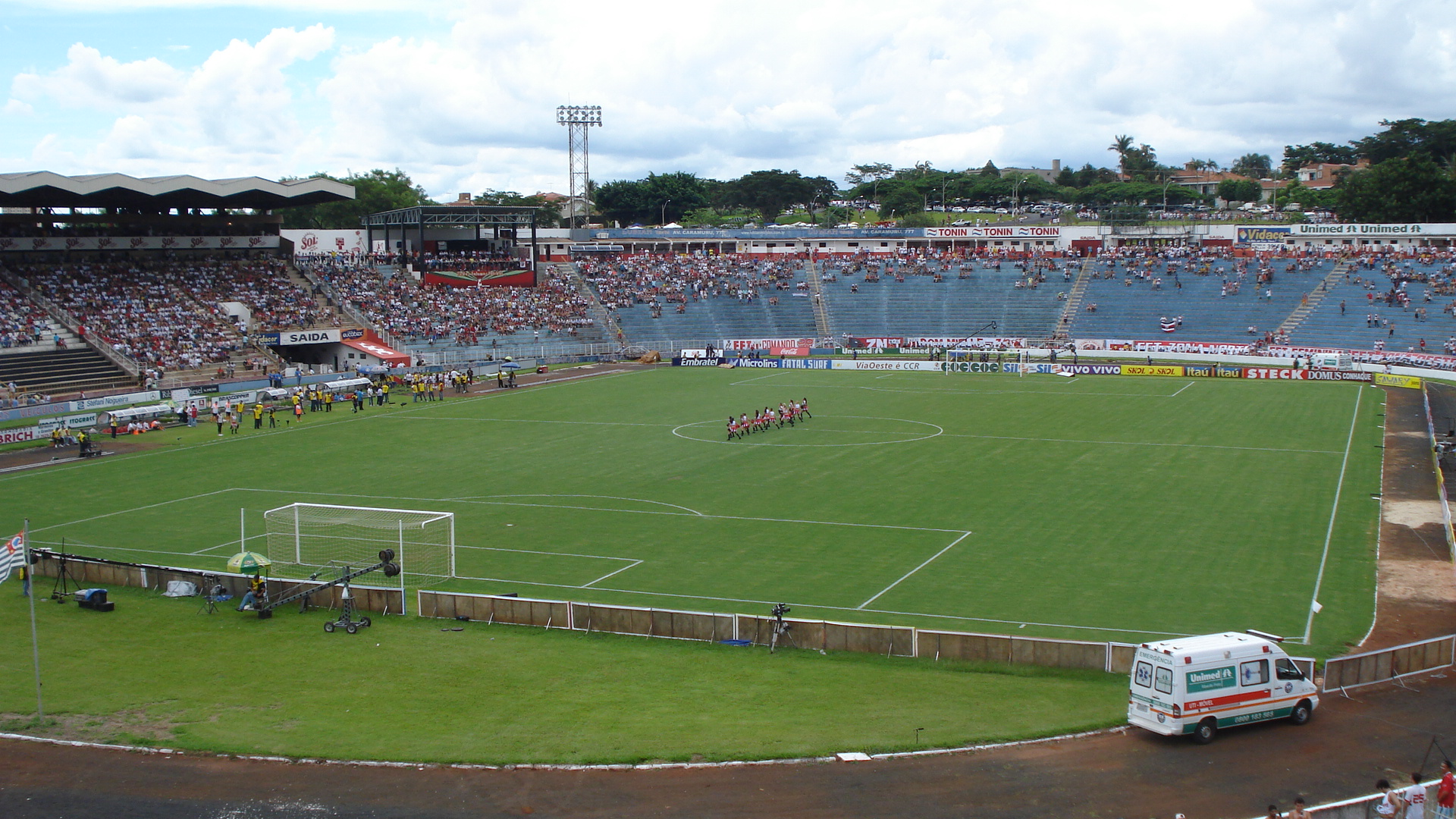
Estádio Santa Cruz

Der Verein trägt seine Heimspiele im vereinseigenen Estádio Santa Cruz in Ribeirão Preto aus. Das Stadion hat ein Fassungsvermögen von 29.929 Personen.

## Trainerchronik
Stand: Oktober 2024
| Trainer            | Nation                | von                | bis                |
| ------------------ | --------------------- | ------------------ | ------------------ |
| Antoninho          | Brasilien             | 1. Januar 1997     | 31. Dezember 1997  |
| Nicanor            | Brasilien             | 1. Januar 2002     | 31. Dezember 2002  |
| Roberto Fonseca    | Brasilien             | 13. Februar 2009   | 27. April 2009     |
| Roberto Fonseca    | Brasilien             | 18. Oktober 2010   | 4. Februar 2011    |
| Fernando Diniz     | Brasilien             | 4. Februar 2011    | 5. März 2011       |
| Argel Fuchs        | Brasilien Italien     | 6. März 2011       | 1. Mai 2011        |
| Lori Sandri        | Brasilien             | 1. Oktober 2011    | 10. Februar 2012   |
| Vágner Benazzi     | Brasilien             | 10. Februar 2012   | 1. Mai 2012        |
| Marcelo Veiga      | Brasilien             | 9. Oktober 2012    | 2. Mai 2013        |
| Wagner Lopes       | Japan                 | 1. Januar 2014     | 29. April 2014     |
| Doriva             | Brasilien Italien     | 8. Dezember 2014   | 14. Dezember 2014  |
| Marcelo Veiga      | Brasilien             | 7. Mai 2015        | 25. Februar 2016   |
| Márcio Fernandes   | Brasilien             | 26. Februar 2016   | 19. Juli 2017      |
| Moacir Júnior      | Brasilien             | 12. Oktober 2016   | 9. April 2017      |
| Vica               | Brasilien             | 21. August 2017    | 11. September 2017 |
| Léo Condé          | Brasilien             | 9. Oktober 2017    | 15. Februar 2019   |
| Roberto Cavalo     | Brasilien             | 19. Februar 2019   | 6. August 2019     |
| Émerson Nunes      | Brasilien             | 9. August 2019     | 13. August 2019    |
| Hemerson Maria     | Brasilien             | 14. August 2019    | 3. Dezember 2019   |
| Wagner Lopes       | Japan                 | 1. Januar 2020     | 16. Februar 2020   |
| Claudinei Oliveira | Brasilien             | 17. Februar 2020   | 21. November 2020  |
| Moacir Júnior      | Brasilien             | 23. November 2020  | 28. Januar 2021    |
| Samuel Dias        | Brasilien             | 28. Januar 2021    | 31. Januar 2021    |
| Alexandre Gallo    | Brasilien             | 19. Februar 2021   | 1. April 2021      |
| Argel Fuchs        | Brasilien Italien     | 9. April 2021      | 19. September 2021 |
| Samuel Dias        | Brasilien             | 22. September 2021 | 30. September 2021 |
| Leandro Zago       | Brasilien             | 13. Dezember 2021  | 23. Mai 2022       |
| Paulo Baier        | Brasilien             | 26. Mai 2022       | 22. Februar 2023   |
| José Leão          | Brasilien             | 24. Februar 2023   | 27. Februar 2023   |
| Adilson Batista    | Brasilien             | 28. Februar 2023   | 24. Juni 2023      |
| José Leão          | Brasilien             | 27. Juni 2023      | 29. Juni 2023      |
| Marcelo Chamusca   | Brasilien             | 30. Juni 2023      | 22. November 2023  |
| José Leão          | Brasilien             | 23. November 2023  | 27. November 2023  |
| Paulo Gomes        | Portugal              | 7. Dezember 2023   | 1. Oktober 2024    |
| Márcio Zanardi     | Brasilien             | 3. Oktober 2024    | 18. Mai 2025       |
| Allan Aal          | Brasilien Deutschland | 20. Mai 2025       |                    |
| Régis Angeli       | Brasilien             | 8. Juli 2025       |                    |